# Айдамак Алім Азамат-оглу
Алім Азамат-оглу Айдамак (крим. Alim Azamat oğlu, 1816, с. Кьопюрлікой, Феодосійський повіт, Таврійська губернія, Російська імперія — не раніше 1849) — кримськотатарський народний герой. Відомий у літературі як благородний розбійник, який віддавав награбоване на користь бідних.

## Біографія
Народився в 1816 році в селі Кьопюрлікой у родині селянина. Проживав у місті Карасубазар.
Образ Аліма отримав романтичне забарвлення, а його біографія обросла легендами. В літературі він має образ благородного розбійника, що віддавав награбоване бідним. У Державному архіві Криму зберігається 127 листів, зібраних поліцією, що складаються з судових скарг, рапортів, прохань про затримання Аліма на ім'я таврійського губернатора Володимира Пестеля.
У 1847 році чорно-білий портрет Аліма у в'язниці намалювала художниця Леоні Лелоррен. На даний момент картина зберігається в Феодосійському краєзнавчому музеї.
У різних джерелах як дату смерті Айдамака наводиться 1849 рік. В історико-літературному журналі «Історичний вісник» (травень, 1912) у розповіді Михайла Шевлякова «Гордість Криму – розбійник Алім» написано, що Алім неодноразово втікав з в'язниці, у 1850 році після покаранні шістьма тисячами ударів різок, був засланий на каторгу. Деякі дослідники вважають, що після каторги  він перебрався до Туреччини або на Кавказ.

## У культурі
Життю Аліма Айдамака присвячений ряд художніх творів: роман «Алім — кримський розбійник» Н. А. Попова (1895), п'єса «Алім кримський розбійник» Олексія Козлова (1897), п'єса «Татарський джигіт Алім Азамат-оглу» Володимира Карпова-Кримського (1910), твір «Гордість Криму — розбійник Алім» Михайла Шевлякова (1912), оповідання «Разбойникъ свать» Спиридона Качіоні (1914), п'єса «Алім» Умера Іпчі (1925), поема «Долина луни: Кримська легенда» Феодосія Ференца-Соколовського (1928), романи «Алім» і «Алім сів на коня» Юсуфа Болата (1940 та 1980), роман «Алім — кримський джигіт» Ризи Фазила (2005)
Аліму присвячений ряд народних пісень, серед яких «Мен Къарасувгъа тойгъа да бардым», «Алим», «Эй агъалар, мен Алимнинъ…».
Перша екранізація легенди про Айдамака «Алім — кримський розбійник» була знята в 1916 році режисером В'ячеславом Вісковським. Роль Аліма виконав Сергій Ценін. 10 років потому Георгій Тасін зняв фільм «Алім», у якому головну роль виконав Хайри Емір-Заде.
У 2015 році кандидат філологічних наук Таміла Сеїтяг'яева захистила дисертацію, присвячену образу Аліма в кримськотатарській літературі.

## Пам'ять
Ім'я Аліма увічнено в назвах балки та печери, де за легендою він переховувався від влади. Іменем Аліма Айдамака названі вулиці в мікрорайоні Ісмаїл-Бей міста Євпаторії та в селі Теплівка.
У селі Черемисівка (раніше — Кьопюрлікой), де народився Алім, 22 січня 2005 року був встановлений пам'ятник Айдамаку.